# Michel Labadie
Pour les articles homonymes, voir Labadie.
Michel Joseph Gilles Labadie (né le 17 août 1932 à Québec, dans la province de Québec au Canada — mort le 13 avril 1990 dans la même ville) est un joueur professionnel canadien de hockey sur glace.

## Biographie
Il commence sa carrière professionnelle en 1951 avec les Citadelles de Québec, dans la QPJLH. L'année suivante, durant la saison 1952-1953, il joue 3 parties pour les Rangers de New York dans la LNH, pour ensuite retourner au sein des Citadelles. Lors d'un match contre les Teepees de St. Catharines le 22 janvier 1953, alors qu'il évolue comme ailier droit, il bat le record de buts marqués en un match établi par Jean Béliveau et Bernard Geoffrion, avec huit buts. Les Citadelles l'emportent 14-2 sur les Teepees.  
Il se retire en 1968, et a évolue au sein de cinq ligues professionnelles, et sept équipes.
Il meurt à 57 ans d'un cancer des poumons, après avoir refusé tout traitement médical qui aurait possiblement prolongé sa vie, afin de maximiser la qualité de ses derniers jours. 
Son fils, Mike Labadie est pionnier du sport de la ville de Québec ayant cofondé l'équipe de football canadien du Rouge et Or de l'Université Laval. Il aussi fondé les équipes de basketball et de hockey du Collège St Lawrence  à Québec.

## Hommages
Le Centre communautaire Michel-Labadie, à Québec, a été nommé en son honneur. 